# 농촌척후대

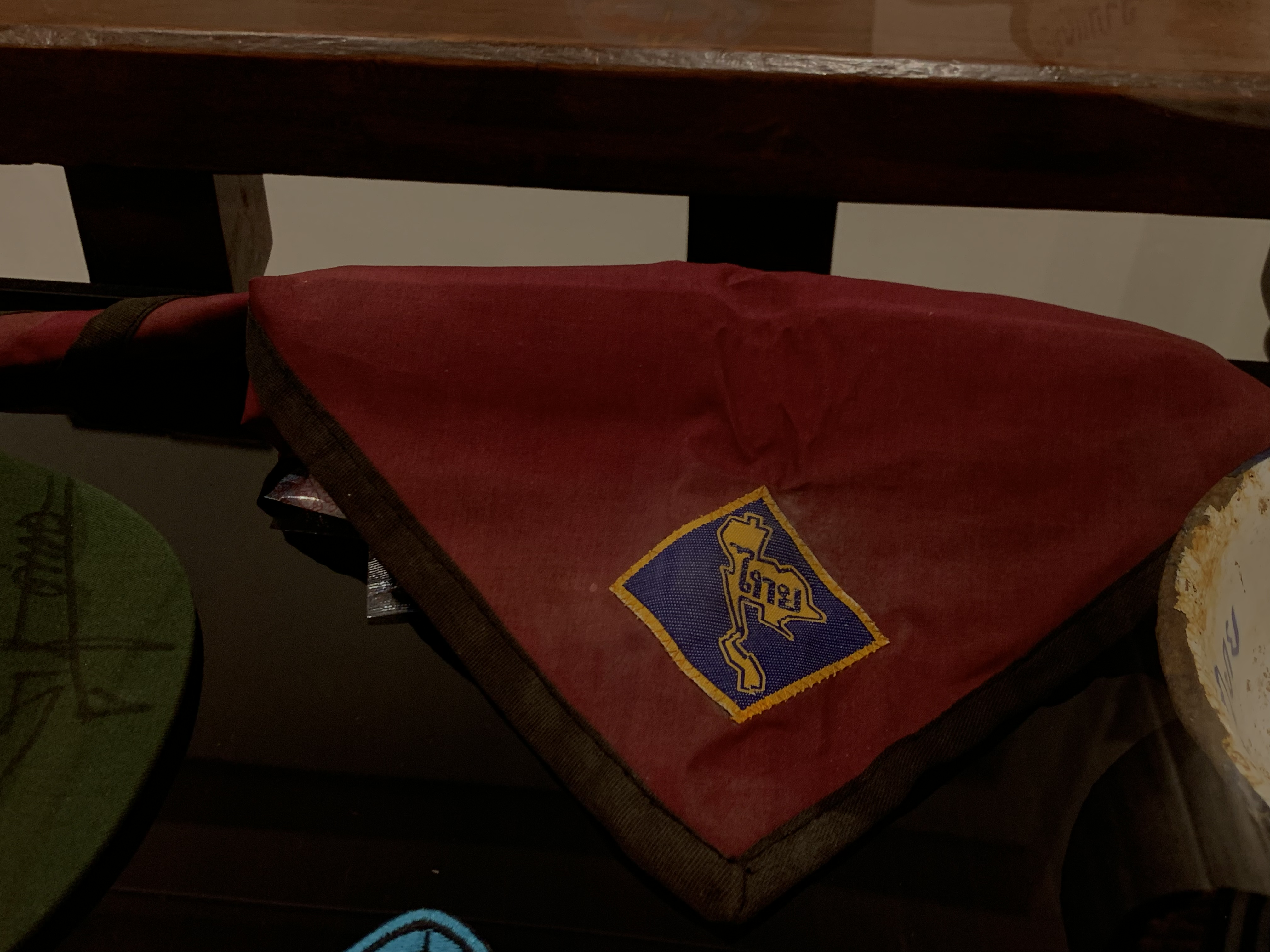
농촌척후대원 목수건.

농촌척후대(태국어: ลูกเสือชาวบ้าน 룩수에아 차오반[*])는 태국의 극우 사회운동이자 그 운동을 지지하는 준군사조직들이다. 그 구성원은 주로 태국 농촌 지역 출신자들이다. 1971년 만들어져 1972년부터 태국 국왕 부부의 지원을 받고 있다.
이들은 왕정과 군부를 지지하며 1976년 10월 6일 피의 수요일 사건을 비롯한 유혈사태를 일으켰다.